# Campeonato Mundial de Atletismo Sub-20 de 2018 - Salto triplo masculino
A prova do salto triplo masculino do Campeonato Mundial de Atletismo Sub-20 de 2018 ocorreu entre os dias 13 e 14 de julho no Estádio de Tampere em Tampere, na Finlândia. 

## Recordes
Antes desta competição, os recordes mundiais e do campeonato nesta prova eram os seguintes:
|     | Nome            | Nacionalidade     | Distância | Local  | Data                |
| --- | --------------- | ----------------- | --------- | ------ | ------------------- |
| WJR | Volker Mai      | Alemanha Oriental | 17.50 m   | Erfurt | 23 de junho de 1985 |
| CR  | Lázaro Martínez | Cuba              | 17.13 m   | Eugene | 27 de julho de 2014 |
| WJL | Jordan Díaz     | Cuba              | 17.41 m   | Havana | 8 de junho de 2018  |

Os seguintes recordes mundiais ou do campeonato foram estabelecidos durante esta competição: 
| Data        | Evento | Nome        | Nacionalidade | Distância | Notas                 |
| ----------- | ------ | ----------- | ------------- | --------- | --------------------- |
| 14 de julho | Final  | Jordan Díaz | Cuba          | 17.15     | Recorde do campeonato |

## Medalhistas
| Ouro              | Prata              | Bronze                 |
| Jordan Díaz (CUB) | Martin Lamou (FRA) | Jonathan Seremes (FRA) |

## Cronograma
Todos os horários são locais (UTC+2).
| Data        | Hora  | Evento       |
| ----------- | ----- | ------------ |
| 13 de julho | 18:00 | Qualificação |
| 14 de julho | 14:59 | Final        |

## Resultados

### Qualificação
Qualificação: 15,80 m (Q) ou pelo menos melhor 12 qualificado (q) 
| Posição | Grupo | Atleta                 | Nacionalidade  | Tentativas | Tentativas | Tentativas | Marca | Notas                |
| Posição | Grupo | Atleta                 | Nacionalidade  | 1          | 2          | 3          | Marca | Notas                |
| ------- | ----- | ---------------------- | -------------- | ---------- | ---------- | ---------- | ----- | -------------------- |
| 1       | B     | Jordan Díaz            | Cuba           | 17.09      |            |            | 17.09 | Q                    |
| 2       | A     | Martin Lamou           | França         | x          | 16.26      |            | 16.26 | Q                    |
| 3       | A     | Kangaraj Kamalraj      | Índia          | 15.98      |            |            | 15.98 | Q,                   |
| 4       | B     | Aramayis Sargsyan      | Arménia        | 15.68      | 15.94      |            | 15.94 | Q,                   |
| 5       | B     | Kevín Canchingre       | Equador        | 14.80      | 15.86      |            | 15.86 | Q,                   |
| 6       | B     | Jonathan Seremes       | França         | 15.85      |            |            | 15.85 | Q,                   |
| 7       | A     | Lin Qinwei             | China          | 15.80      |            |            | 15.80 | Q,                   |
| 8       | A     | Simone Biasutti        | Itália         | 15.70      | 14.92      | 15.33      | 15.70 | q,                   |
| 9       | A     | Yuki Akiyama           | Japão          | x          | 14.74      | 15.70      | 15.70 | q                    |
| 10      | B     | Philip Musyoka Mwema   | Quénia         | 15.69      | 15.68      | 15.22      | 15.69 | q                    |
| 11      | B     | Alexandru Vişan        | Roménia        | x          | 15.69      | 15.52      | 15.69 | q                    |
| 12      | B     | Zhang Zhanfei          | China          | 14.60      | 15.34      | 15.68      | 15.68 | q                    |
| 13      | A     | Artem Konovalenko      | Ucrânia        | 15.67      | x          | x          | 15.67 |                      |
| 14      | A     | Răzvan Grecu           | Roménia        | 15.63      | 15.48      | 15.65      | 15.65 | Recorde da temporada |
| 15      | A     | Johnny Montenegro      | Colômbia       | 15.63      | 15.05      | 15.56      | 15.63 |                      |
| 16      | A     | Frixon Chila           | Equador        | 15.57      | x          | 15.29      | 15.57 |                      |
| 17      | A     | Christian Edwards      | Estados Unidos | 15.53      | x          | 14.74      | 15.53 |                      |
| 18      | B     | Jonathan Edward Miller | Barbados       | x          | x          | 15.46      | 15.46 |                      |
| 19      | B     | Artur Malyshenko       | Ucrânia        | 15.44      | 15.30      | 15.26      | 15.44 |                      |
| 20      | A     | Iikka Alingué          | Finlândia      | 14.96      | x          | 15.11      | 15.11 |                      |
| 21      | B     | Batuhan Çakir          | Turquia        | 14.83      | 14.79      | 14.82      | 14.83 |                      |
| 22      | A     | Owayne Owens           | Jamaica        | x          | x          | 14.79      | 14.79 |                      |
| 23      | A     | Andreas Pantazis       | Grécia         | x          | x          | x          | NM    |                      |

### Final
A prova final foi realizada no dia 14 de julho às 14:59. 
| Posição           | Atleta               | Nacionalidade | Tentativas | Tentativas | Tentativas | Tentativas | Tentativas | Tentativas | Marca | Notas                 |
| Posição           | Atleta               | Nacionalidade | 1          | 2          | 3          | 4          | 5          | 6          | Marca | Notas                 |
| ----------------- | -------------------- | ------------- | ---------- | ---------- | ---------- | ---------- | ---------- | ---------- | ----- | --------------------- |
| Medalha de ouro   | Jordan Díaz          | Cuba          | 16.84      | 16.91      | 17.15      | x          | 17.15      | x          | 17.15 | Recorde do campeonato |
| Medalha de prata  | Martin Lamou         | França        | 16.44      | x          | r          |            |            |            | 16.44 |                       |
| Medalha de bronze | Jonathan Seremes     | França        | x          | 15.68      | 16.04      | x          | 16.18      | 15.94      | 16.18 | Recorde pessoal       |
| 4                 | Aramayis Sargsyan    | Arménia       | x          | 14.78      | 15.89      | 15.01      | x          | 14.42      | 15.89 |                       |
| 5                 | Kangaraj Kamalraj    | Índia         | 15.56      | x          | 15.82      | x          | x          | x          | 15.82 |                       |
| 6                 | Alexandru Vişan      | Roménia       | 15.21      | x          | 15.72      | x          | 15.24      | 15.71      | 15.72 |                       |
| 7                 | Lin Qinwei           | China         | 15.45      | 15.60      | 15.71      | 15.35      | x          | 14.43      | 15.71 |                       |
| 8                 | Philip Musyoka Mwema | Quénia        | 15.45      | 15.70      | 15.30      | 15.59      | 15.31      | 15.41      | 15.70 |                       |
| 9                 | Zhang Zhanfei        | China         | x          | 15.61      | 15.27      |            |            |            | 15.61 |                       |
| 10                | Yuki Akiyama         | Japão         | 15.40      | 15.28      | 14.98      |            |            |            | 15.40 |                       |
| 11                | Kevín Canchingre     | Equador       | x          | 15.23      | 14.94      |            |            |            | 15.23 |                       |
| 12                | Simone Biasutti      | Itália        | x          | x          | 15.16      |            |            |            | 15.16 |                       |

Legenda
| Recorde mundial       | Recorde mundial (World record)               |                       | Recorde africano                      | Recorde africano (African) |                                           | Q | Classificado por posição (Qualified) |
| Recorde do campeonato | Recorde do campeonato (Championship record)  | Recorde da América    | Recorde da América (Americas)         | q                          | Classificado por melhor tempo (Qualified) |   |                                      |
| Melhor marca do ano   | Melhor marca do ano (World leading)          | Recorde asiático      | Recorde asiático (Asian)              | DNS                        | Não largou (Did not start)                |   |                                      |
| Recorde nacional      | Recorde nacional (National record)           | Recorde europeu       | Recorde europeu (European)            | DNF                        | Não terminou (Did not finish)             |   |                                      |
| Recorde pessoal       | Recorde pessoal do atleta (Personal best)    | Recorde da Oceania    | Recorde da Oceania (Oceania)          | DSQ / DQ                   | Desclassificado (Disqualified)            |   |                                      |
| Recorde da temporada  | Recorde da temporada do atleta (Season best) | Recorde sul-americano | Recorde sul-americano (South America) | NM                         | Sem marca (No mark)                       |   |                                      |